# Морякам, погибшим в мирное время
Морякам, погибшим в мирное время — мемориальный комплекс в Мурманске. Расположен в Ленинском районе на спуске между улицей Челюскинцев и проспектом Героев-Североморцев. Архитекторами мемориала являются Н. Киреева и Н. Богданова.
Открыт 5 октября 2002 года. Открытие было приурочено к дню города (4 октября).
Архитектурной доминантой мемориального комплекса является шестигранная башня-маяк высотой 17,5 м. К маяку с двух сторон подходит широкая мраморная лестница с обзорными площадками. На верхней площадке расположен храм Спаса-на-Водах. По обе стороны лестницы планируется разбить аллеи. Рядом с маяком установлен судовой якорь с заложенной под ним капсулой с морской водой.
В маяке на первом этаже открыт зал-музей памяти. На 5 стенах музея расположены памятные плиты в память о погибших в море в мирное время моряках разных флотов. В музее находятся книги памяти погибших моряков.

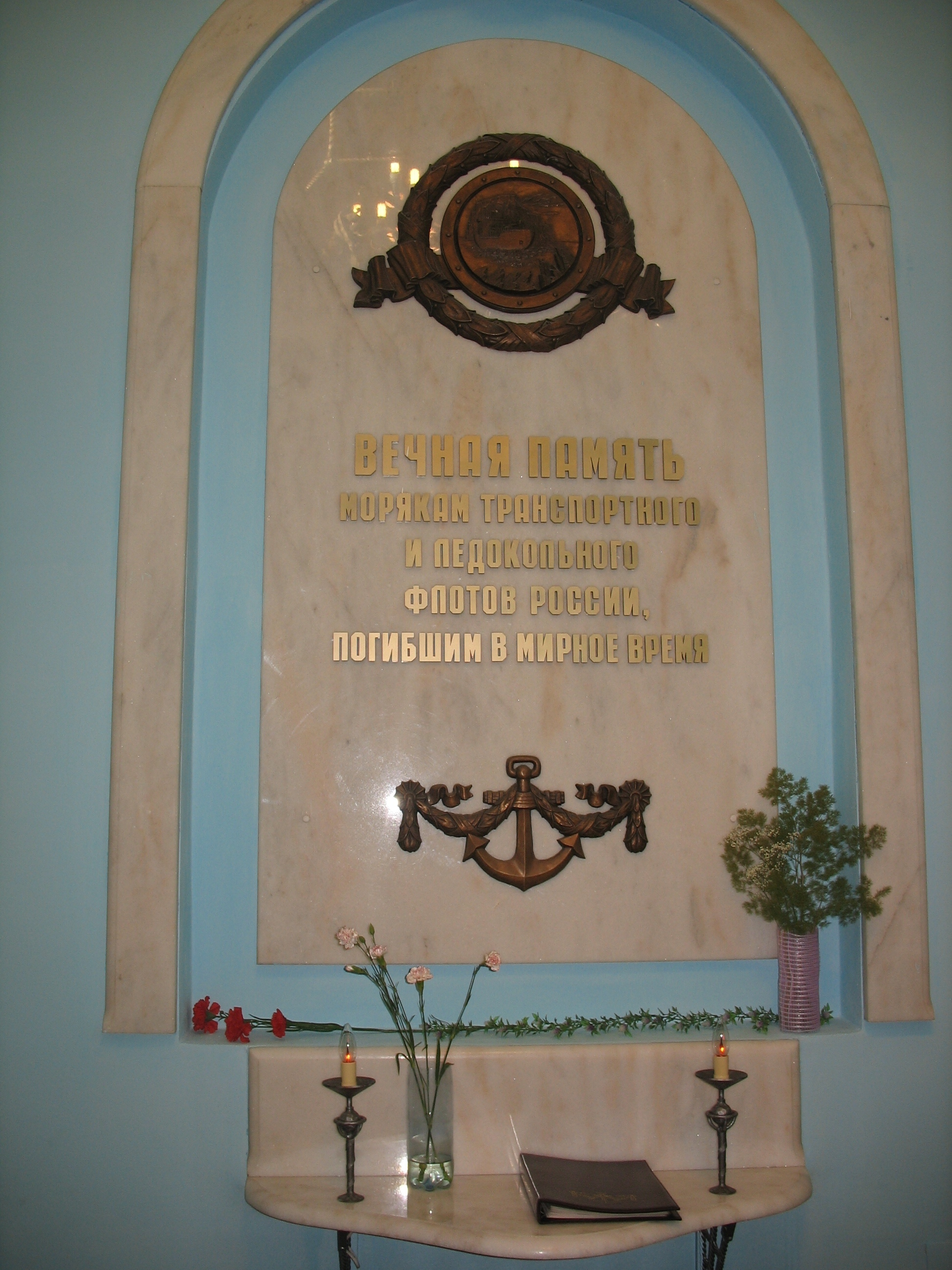
Морякам транспортного и ледокольного флотов, погибшим в мирное время
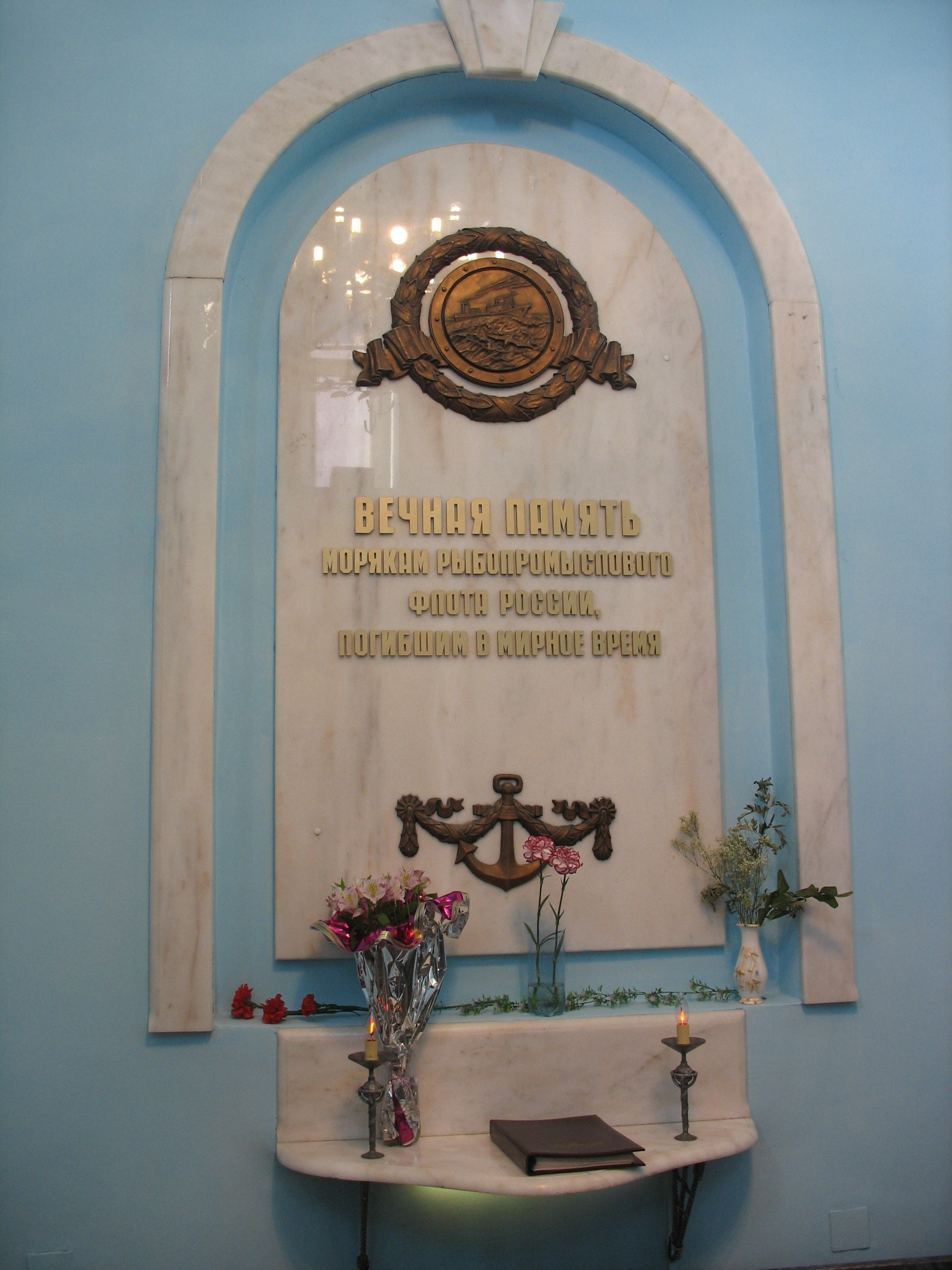
Морякам рыбопромыслового флота, погибшим в мирное время
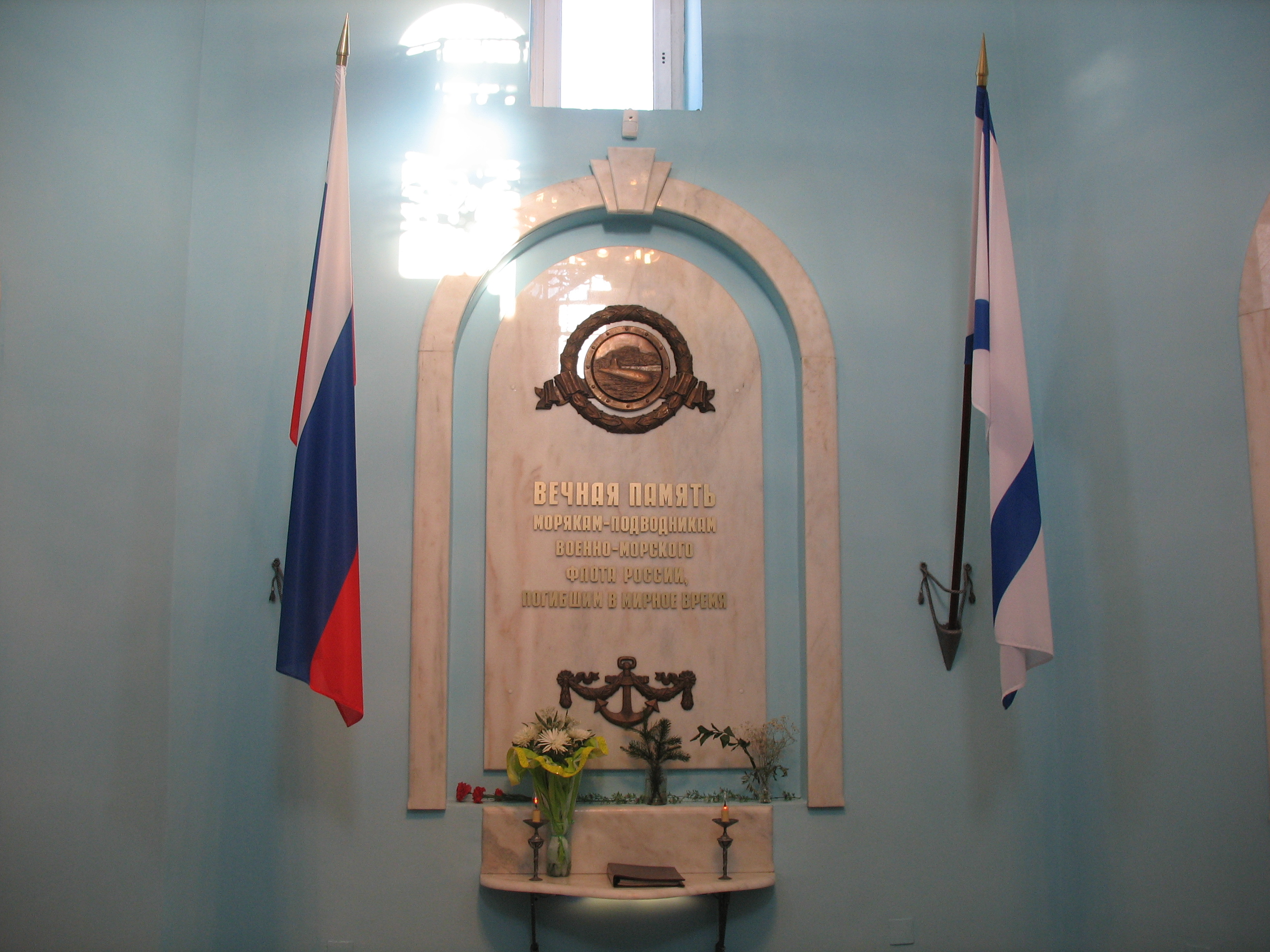
Морякам-подводникам ВМФ России, погибшим в мирное время
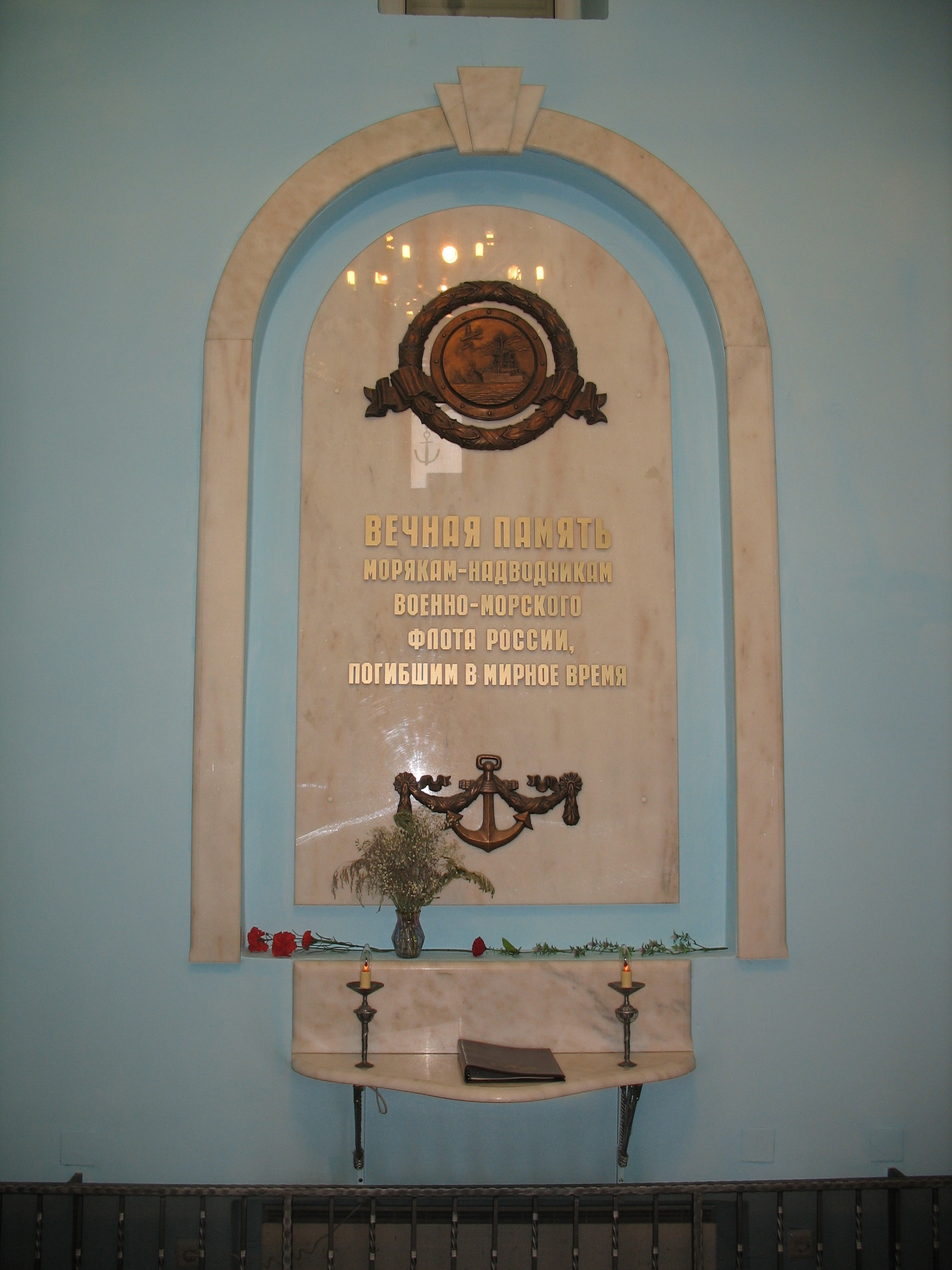
Морякам-надводникам ВМФ России, погибшим в мирное время
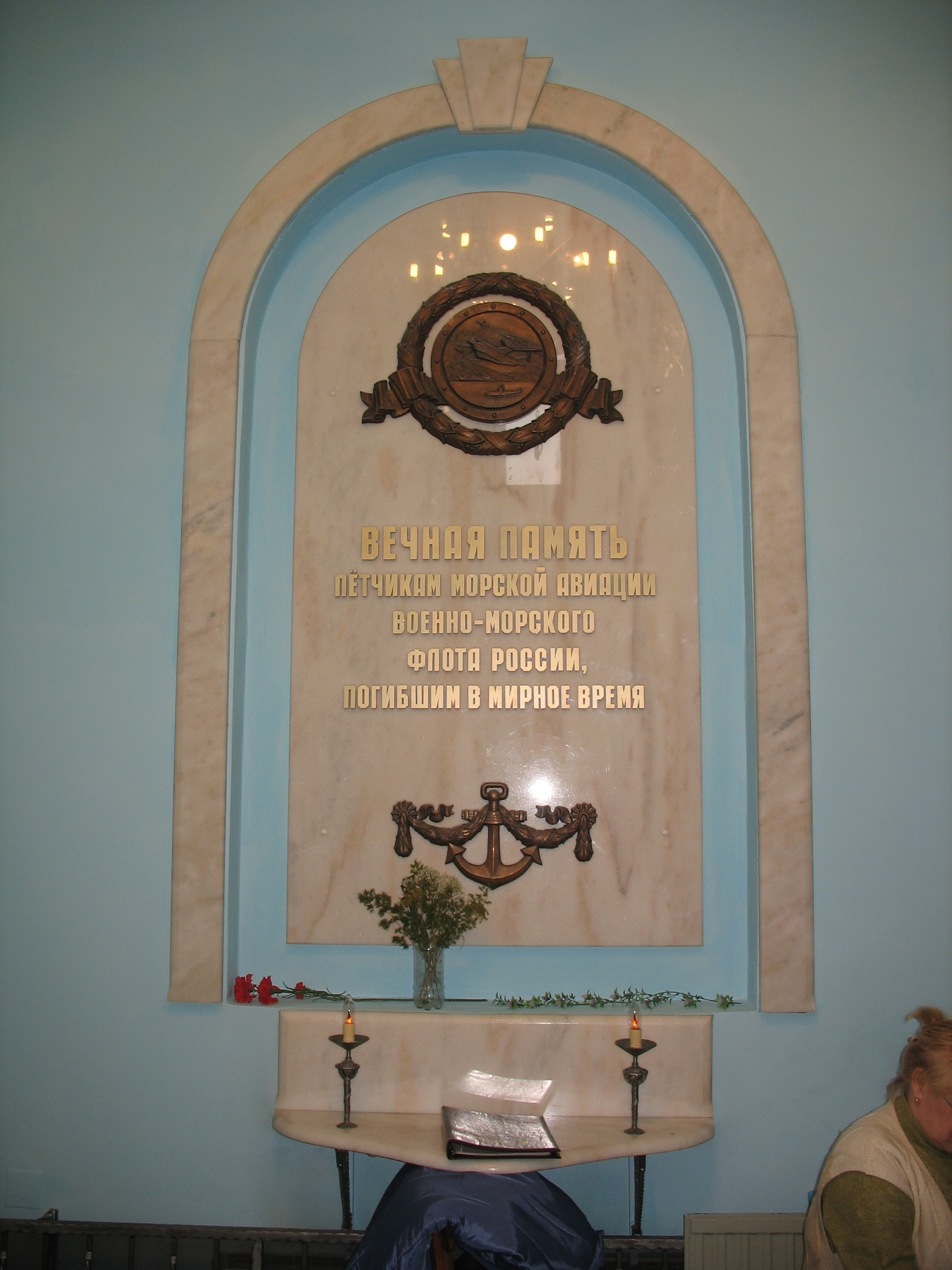
Лётчикам морской авиации ВМФ России, погибшим в мирное время
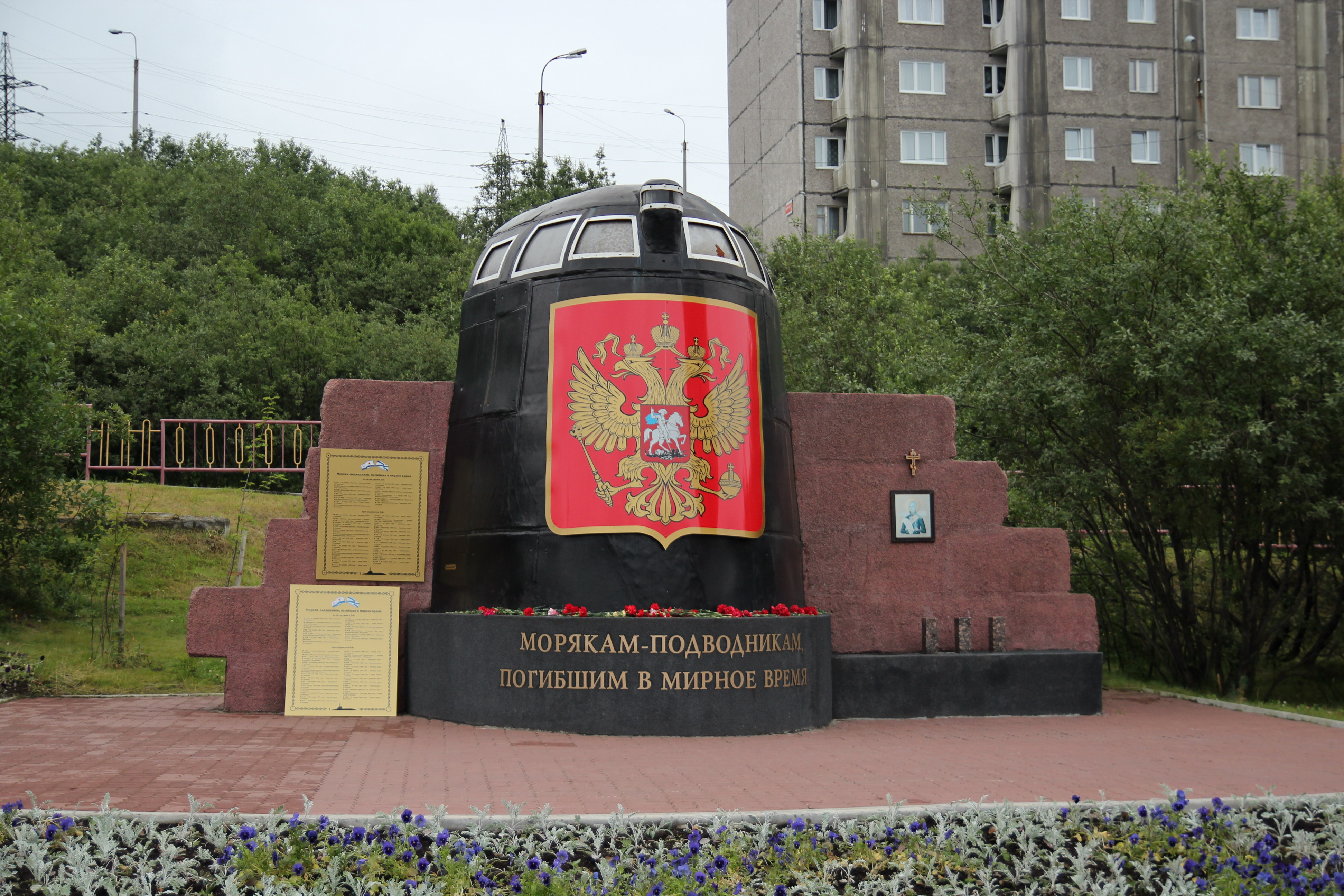
Морякам-подводникам, погибшим в мирное время

15 июня 2009 года рядом с маяком был установлен фрагмент рубки атомной подводной лодки «Курск», ставший памятником морякам-подводникам, погибшим в мирное время. Открытие памятника было приурочено ко дню Военно-Морского флота России.